# Kakurin-ji (Tokushima)

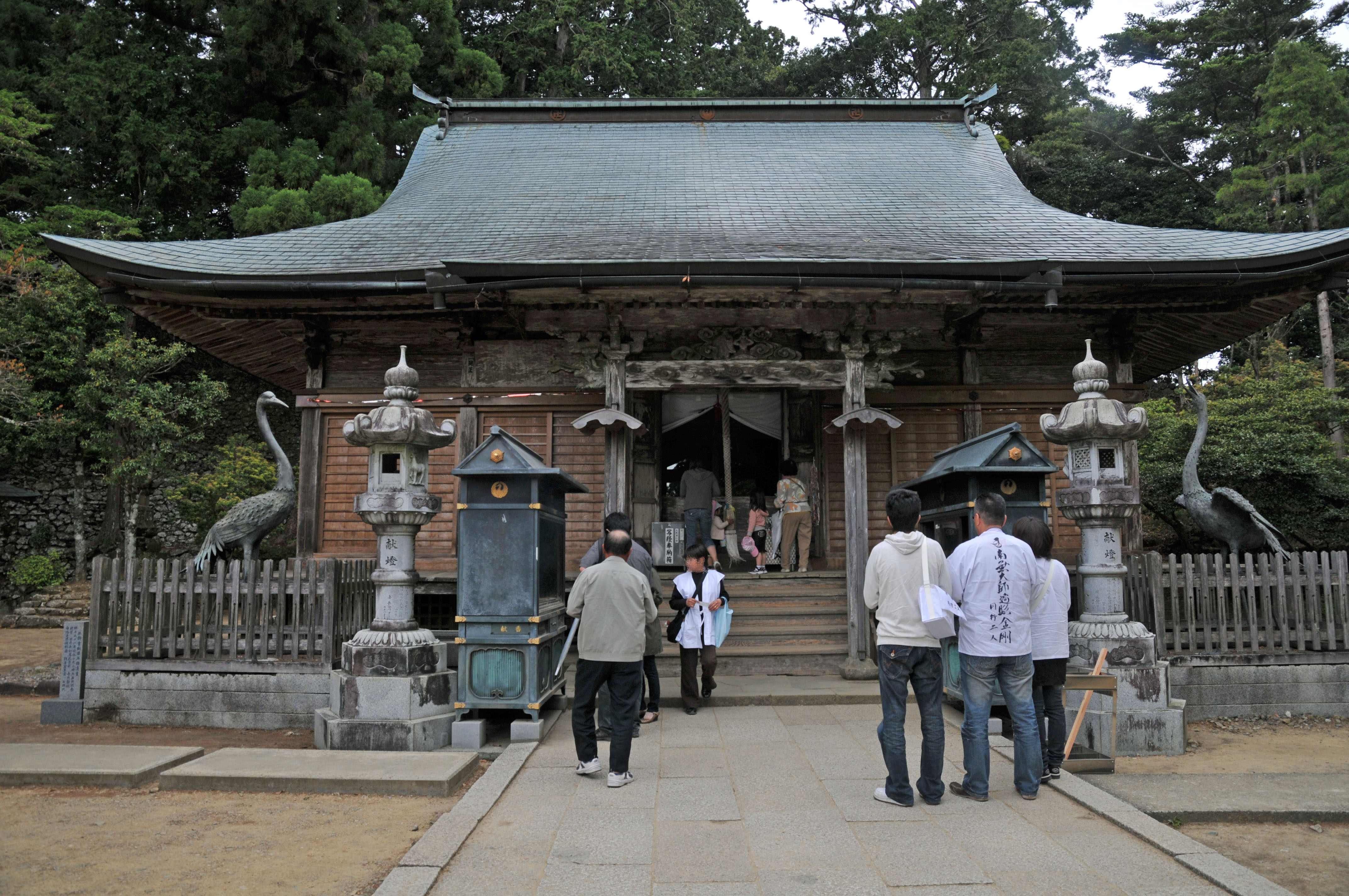
Hall principal

Kakurin-ji est le 20e temple  du pèlerinage de Shikoku. Il situé sur la municipalité de Katsuura, préfecture de Tokushima, au Japon.
On y accède, depuis le temple 19, Tatsue-ji après une marche d'environ 15 km. L'arrivée est faite à la fin d'une montée d'environ 450 m, ce qui justifie son appellation de temple nansho.
La légende dit qu'en 798 Kukai aurait trouvé à cet emplacement deux crânes protégeant une statuette de Bouddha.
En 2015, le Kakurin-ji est désigné Japan Heritage avec les 87 autres temples du pèlerinage de Shikoku.